# وزارة الزراعة والسلع الماليزية
وزارة الزراعة والسلع الماليزية (بلغة الملايو: Kementerian Perladangan dan Komoditi) هي وزارة تابعة لحكومة ماليزيا وهي مسؤولة عن الإشراف على تطوير السلع الرئيسية في ماليزيا وهي (زيت النخيل والمطاط والأخشاب والأثاث والكاكاو والفلفل والتيل والتبغ).
كانت هذه الوزارة تُعرف سابقًا باسم وزارة الصناعات الزراعية والسلع (MPIC) قبل تغيير اسمها في عام 2022.

## الملخص
ساهم قطاع الزراعة والسلع الأساسية بشكل كبير في التنمية الإقتصادية للبلاد على مدار الخمسين عامًا الماضية. ومنذ ذلك الحين، أصبح هذا القطاع أحد أهم عائدات الصادرات الماليزية. بلغت قيمة صادرات هذه السلع والمنتجات القائمة على السلع الأساسية في عام 2012، (127.5) مليار رينغيت ماليزي، أي ما يعادل 18.2 في المائة من إجمالي عائدات التصدير.
في عام 2012، تم تغييرالعلامة التجارية Kementerian Perusahaan Perladangan dan Komoditi (KPPK) إلى وزارة الصناعات الزراعية والسلع (MPIC)، وفي عام 2018، تم تغيير الاسم مرة أخرى إلى وزارة الصناعات الأولية (MPI)، وفي عام 2020 تمت إعادة تسمية MPI مرة أخرى إلى وزارة الصناعات الزراعية والسلع (MPIC).

## طاقم الوزراة
تحتوي الوزراة على العديد من الإدارات منها:
- الوزير.
- نائب الوزير.
- الدائرة القانونية.
- وحدة التدقيق الداخلي.
- وحدة الإتصال المؤسسي.
- وحدة النزاهة.
- نائب الأمين العام (المزارع والسلع الأساسية).
- قسم تطوير صناعة زيت النخيل والساغو.
- شعبة تنمية صناعات الأخشاب والتبغ والتيل.
- قسم تنمية صناعة المطاط والجاتروفا.
- شعبة تنمية صناعة الكاكاو والفلفل.
- قسم الوقود الحيوي.
- نائب الأمين العام (التخطيط الاستراتيجي والإدارة).
- قسم التخطيط الاستراتيجي والدولي.
- قسم تعزيز الابتكار ورأس المال البشري الصناعي.
- قسم الإدارة والتطوير والإدارة المالية.
- قسم إدارة الموارد البشرية.
- قسم إدارة المعلومات.